# Fabio Ochoa Vásquez

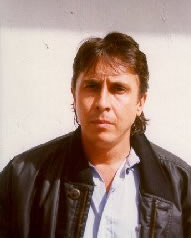
Fabio Ochoa Vásquez

Fabio Ochoa Vásquez (* 2. Mai 1957 in Medellín, Kolumbien) ist ein kolumbianischer Drogenhändler. Bis zu seiner letzten Verhaftung war er ein wichtiges Mitglied des Medellín-Kartells.

## Leben

### Medellín-Kartell
Der Bruder von Fabio, Jorge Ochoa, war Gründungsmitglied des Medellín-Kartell. Fabio soll für die Geschäftsentwicklung außerhalb Kolumbiens verantwortlich gewesen sein.
Die Familie ist sehr einflussreich in Kolumbien.
1990 ergab er sich der kolumbianischen Polizei. Nach seiner Entlassung aus dem Gefängnis stieg Ochoa wieder in den Drogenhandel seines Freundes Alejandro Bernal, auch bekannt als „Juvenal“, ein, was am 7. September 2001 zur Auslieferung an die USA führte. 2003 wurde er dort zu einer Gefängnisstrafe von 30 Jahren verurteilt. 2020 beantragte er eine vorzeitige Haftentlassung. Er wurde im Dezember 2024 aus der Haft entlassen und nach Kolumbien deportiert.